# Nederlandse kampioenschappen marathonschaatsen op kunstijs 2006
De Nederlandse kampioenschappen marathonschaatsen in 2006 werden gehouden op 8 januari 2006 op kunstijsbaan De Uithof in Den Haag.

## Mannen

### Verslag
In het herenkampioenschap ging de titel verrassend naar Arjan Smit. Op dat moment was Smit reeds zevenvoudig Nederlands skeelerkampioen, maar Smit had pas kort daarvoor de overstap naar het marathonschaatsen gemaakt. Smit maakte deel uit van een kopgroep van zeven, waaronder de grote favoriet Jan Maarten Heideman. Heideman werd echter in de beslissende sprint in de laatste meters voorbijgereden door Smit. Het podium werd gecompleteerd met Joost Vink. 
De wedstrijd ging over 150 ronden en de kopgroep van zeventien ontstond pas in de slotfase van de wedstrijd. Toen het gat eenmaal gemaakt was konden de achtervolgers niet meer terugkomen en werd het onrustig in de groep. Henk Angenent en Miel Rozendaal probeerden nog in de aanval te trekken om zodoende voor de grote groep te finishen, maar deze poging strandde. Smit versloeg Heideman voor het eerst in zijn carrière in een rechtstreeks sprinttduel.

### Uitslag
| pos. | schaatser             |
| ---- | --------------------- |
| 1    | Arjan Smit            |
| 2    | Jan Maarten Heideman  |
| 3    | Joost Vink            |
| 4    | Thierry Mijsters      |
| 5    | Kurt Wubben           |
| 6    | Rob van Meggelen      |
| 7    | Jeroen de Vries       |
| 8    | Henk Angenent         |
| 9    | Casper Helling        |
| 10   | Willem Hut            |
| 11   | Patrick Schmitz       |
| 12   | Bram Sikma            |
| 13   | Martijn van Es        |
| 14   | Miel Rozendaal        |
| 15   | Peter Baars           |
| 16   | Hermen van der Wal    |
| 17   | Frank Verheijen       |
| 18   | Bert Jan van der Veen |

## Vrouwen

### Verslag
Bij de dames was er eveneens een verrassing te bewonderen. Foske Tamar van der Wal doorbrak de hegemonie van de zussen Gretha Smit en Jenita Hulzebosch-Smit. In de jaren daarvoor werd Gretha viermaal Nederlands kampioene en wist Jenita tweemaal de titel voor zich op te eisen.
Ditmaal was de op dat moment 19-jarige schaatsster uit Groningen de snelste toen het aankwam op een eindsprint tussen de dertien rijdsters die zich in de kopgroep bevonden. Van der Wal die zich in 2005 ontpopte als een groot talent ging de sprint van kop af aan had Daniëlle Bekkering in haar nek hijgen. Bekkering had de ideale positie om er in de sprint langszij te gaan, maar haar poging strandde en daarmee werd ze slechts tweede. De derde plaats was voor Elma de Vries. Gretha Smit deed niet mee, terwijl Jenita niet in het spel voorkwam.

### Uitslag
| pos. | schaatser               |
| ---- | ----------------------- |
| 1    | Foske Tamar van der Wal |
| 2    | Daniëlle Bekkering      |
| 3    | Elma de Vries           |
| 4    | Jolanda Langeland       |
| 5    | Mariska Huisman         |
| 6    | Linda Verdouw           |
| 7    | Heleen van Goozen       |
| 8    | Maria Sterk             |
| 9    | Yasmin van Benthem      |
| 10   | Karin Maarse            |
| 11   | Jenita Hulzebosch-Smit  |
| 12   | Liesbeth Hijlkema       |
| 13   | Kitty Meeth             |
| 14   | Annelies Passchier      |
| 15   | Andrea Sikkema          |
| 16   | Sigrid ter Haar         |
| 17   | Anniek ter Haar         |
| 18   | Sabine van der Wiel     |